# Mangue Taiyō no tamago
 (décembre 2021).
Si vous disposez d'ouvrages ou d'articles de référence ou si vous connaissez des sites web de qualité traitant du thème abordé ici, merci de compléter l'article en donnant les références utiles à sa vérifiabilité et en les liant à la section « Notes et références ».
 (décembre 2021).
La mangue Taiyō no tamago (en japonais, 太陽のタマゴ ou œuf du soleil) est une variété de mangue originaire de la préfecture de Miyazaki sur l'île de Kyūshū, au sud du Japon.

## Origine et variétés
C'est la variété de mangue la plus chère au monde.
Les mangues Taiyō no tamago sont en fait un cultivar étonnamment commun connu sous le nom d'Irwin, originaire de Floride et créé en 1940.
À l'origine des mangues Taiyō no tamago, des agriculteurs japonais souhaitent transformer leur exploitation et devenir producteurs de mangues. Durant les 8 premières années d'exploitation la qualité des récoltes est décevante car les mangues sont maculées de points noirs. Les fruits sont alors invendables du fait de leur apparence. Cependant, une fois tombées au sol, à pleine maturité, elles présentent des qualités gustatives aussi inattendues qu'exceptionnelles. Les agriculteurs décident alors de les récolter à pleine maturité, une fois le fruit détaché de sa branche. Et pour ce faire, empaquettent chaque fruit dans un filet afin qu'il ne tombe pas au sol et donc ne s'abîme pas. Les filets permettent aussi à la lumière d'atteindre la peau des fruits sous tous les angles, ce qui lui donne une couleur rouge rubis uniforme.
Le prix élevé donc dû au soin particulier apporté à la culture de chaque fruit qui leur confère un aspect parfait et une maturité optimale. Les mangues qui en résultent sont absolument délicieuses, ont très peu de fibre, sont extrêmement juteuses et fondent pratiquement dans la bouche. Le goût est parfaitement sucré et acidulé avec des notes d'ananas et de noix de coco.